# Francisco José de Sousa Soares de Andrea
Francisco José de Sousa Soares de Andrea, Barão de Caçapava, (Lisboa, 29 de janeiro de 1781 — São José do Norte, 3 de outubro de 1858) foi um militar e político luso-brasileiro.

## Vida
Filho de José Joaquim Soares de Andrea (Lisboa, Olivais, bap. 24 de setembro de 1744 - 14 de julho de 1800), fidalgo português e neto materno de um italiano descendente de uma das principais famílias de Gênova, Cavaleiro da Ordem de Nosso Senhor Jesus Cristo e Fidalgo da Casa Real, e de sua mulher Isabel Narcisa de Sant'Ana e Sousa. Era irmão mais novo de Tomás José de Sousa Soares de Andrea e irmão mais velho de José Maria de Sousa Soares de Andrea e Bernardo José de Sousa Soares de Andrea.

## Carreira
Assentou Praça na Arma de Infantaria, como Voluntário no Regimento de Infantaria N.º 2 do Exército Português, a 14 de dezembro de 1796, e foi nomeado Cadete em 1797. Fez o Curso de Engenharia e Navegação, passou para a Arma de Artilharia e foi como Artilheiro que participou da Campanha de 1801 em Portugal. Contava alguns anos de serviço no Exército quando, em 1801, D. Carlos IV de Espanha, por sugestão da França, declarou guerra a Portugal, guerra que terminou pelo Tratado de Paz de Badajoz, a 6 de Junho do mesmo ano. Fez essa campanha na companhia de seu irmão mais velho Tomás José de Sousa Soares de Andrea.
Em 1807, passou para a Marinha, e acompanhou D. João VI de Portugal, então Regente, indo instalado na nau Príncipe Real, e instalou-se no Brasil com a Família Real em 1808. Promovido a Tenente nesse ano, foi transferido para o Corpo de Engenheiros, onde atingiu elevada reputação. Foi encarregado da Direcção de trabalhos importantes, tais como o nivelamento do Rio de Janeiro, construção de estradas, etc. Em 1817, já Major, fez parte da Expedição destinada a pacificar a Província de Pernambuco, como Chefe de Engenheiros. Chegado ali,foi nomeado, pelo General Luís do Rego Barreto, Secretário do Governo da Província, sendo, ao mesmo tempo, encarregado de organizar a Divisão Militar da Capitania, para o que lhe fora dadas amplas atribuições. Comandou a Brigada de Engenheiros no Pará no mesmo ano. Promovido a Tenente-Coronel a 4 de Novembro de 1818, passou para o posto imediato de Coronel a 15 dos mesmos mês e ano.
Aquando do Julgamento dos indivíduos implicados na Rebelião de 1817, contribuiu para que as penas não chegassem a extremos irremediáveis e, graças à sua generosa intervenção, alguns revoltosos não expiaram com a morte os delitos de que eram acusados. A isto se deveu que sobre ele recaíssem certas suspeitas de cumplicidade com os sediciosos, logrando, porém, justificar-se plenamente quando, em 1821, foi chamado ao Rio de Janeiro para responder às acusações caluniosas que lhe eram feitas.
Permaneceu no Brasil depois da independência pela qual se declarou em 1822, foi uma das figuras mais relevantes nos primeiros anos da constituição do Império, tendo tomado parte da Guerra Cisplatina, incluindo a batalha de Ituzaingó em 1827, e chegando a Marechal do Exército, Conselheiro de Estado e da Guerra. Foi agraciado com o título de Barão de Caçapava por D. Pedro II do Brasil a 14 de março de 1855.
Após a abdicação de D. Pedro I, tornou-se um importante membro da Sociedade Militar (que pregava a restauração de D. Pedro I ao poder), foi por isso perseguido, preso na Presiganga de Santos em 1833 e teve que responder ao conselho militar.
Foi presidente das províncias do Pará, de 9 de abril de 1836 a 7 de abril de 1839, onde combateu a cabanagem; de Santa Catarina, de 17 de agosto de 1839 a 26 de junho de 1840; do Rio Grande do Sul, de 27 de julho a 30 de novembro de 1840, tendo derrotado nos combates de Laguna os farroupilhas liderados por Giuseppe Garibaldi; de Minas Gerais, nomeado em 1843, permanecendo no cargo até 1844; da Bahia, de 22 de novembro de 1844 a 1846, e em 10 de abril de 1848 voltou a ser presidente da província do Rio Grande do Sul, permanecendo no cargo até 6 de março de 1850. Marechal-de-campo, foi também responsável pela comissão de demarcação dos limites fronteiriços entre o Império do Brasil e a República Oriental do Uruguai em 1854. Nesta época, ajudou a fundar a cidade de Santa Vitória do Palmar, no sul do Rio Grande do Sul, que, a princípio, foi denominada "Povoação de Andrea" em sua homenagem.
O seu sobrinho-neto Álvaro de Oliveira Soares de Andrea, na dedicatória do seu livro O Systema decimal mundial e o Relogio decimal, Typografia e Papelaria Corrêa & Raposo, Lisboa, 1909, diz ter sido Marechal e emigrado para o Brasil.